# Hunting Aerosurveys
Hunting Aerosurveys Ltd. war ein britisches Unternehmen, das sich auf Luftbildfotografie spezialisiert hatte und 1944 von Percy Hunting gegründet wurde. Ursprünglich lag der Fokus auf Luftbildfotografie, doch im Laufe der Zeit weiteten sich die Tätigkeiten unter dem Namen Hunting Surveys aus. Das Unternehmen integrierte Aerofilms Ltd. und die Aircraft Operating Company. Im Laufe der Jahre führte es eine Vielzahl von Vermessungs- und Kartierungsprojekten auf der ganzen Welt durch.